# Saleen S7-R
Chronologie des modèles
La Saleen S7-R est une voiture de course développée par le constructeur Saleen. Elle est homologuée pour courir dans la catégorie GT1 de la Stéphane Ratel Organisation et de l'Automobile Club de l'Ouest. Elle est créée en 2001 et est dérivée de la Saleen S7, d'où elle tire son nom.